# Operación Nordwind
La operación Norwind (Unternehmen Nordwind) fue la última gran ofensiva alemana de la Segunda Guerra Mundial en el frente occidental. Comenzó el 31 de diciembre de 1944 en Alsacia y Lorena, en el noreste de Francia, y terminó el 25 de enero.

## Objetivos
En una sesión informativa en su complejo de mando militar en Adlerhorst, Adolf Hitler declaró en su discurso a sus comandantes de división el 28 de diciembre de 1944 (tres días antes del lanzamiento de la operación Nordwind):
"Este ataque tiene un objetivo muy claro, es decir, la destrucción de las fuerzas enemigas. No hay una cuestión de prestigio en juego aquí. Es una cuestión de destruir y exterminar a las fuerzas enemigas donde quiera que los encontremos".
El objetivo de la ofensiva era romper a través de las líneas del séptimo ejército de Estados Unidos y el Primer Ejército francés en el valle de Los Vosgos y la llanura alsaciana, y destruirlos. Esto dejaría el camino abierto para operación dentist (Unternehmen Zahnarzt), un planeado gran empuje en la parte posterior del tercer ejército estadounidense lo que llevaría a la destrucción de ese ejército.

## Ofensiva
El 31 de diciembre de 1944, el Grupo de Ejércitos G (Heeresgruppe G) alemán -mandado por el Generaloberst (coronel general) Johannes Blaskowitz —y el Grupo de Ejércitos Alto Rin (Heeresgruppe Oberrhein) -mandado por el Reichsführer-SS Heinrich Himmler lanzaron una gran ofensiva contra la fina línea de 110 kilómetros de frente (68 millas)— defendida por el séptimo Ejército de los EE. UU. La operación Nordwind pronto tuvo al séptimo ejército de los EE. UU. en una situación desesperada. El séptimo ejército bajo las órdenes del teniente general estadounidense Alexander Patch - había enviado tropas, equipos y suministros al norte para reforzar los ejércitos estadounidenses en las Ardenas que participan en la batalla de las Ardenas.
El mismo día que el ejército alemán lanzó la operación Nordwind, la Luftwaffe (fuerza aérea alemana) comprometió casi 1000 aviones en apoyo de la operación. Este intento de paralizar las fuerzas aéreas aliadas con sede en el noroeste de Europa se conoce como operación Bodenplatte (Unternehmen Bodenplatte). Bodenplatte fracasó sin haber conseguido ninguno de sus objetivos clave.
El ataque inicial fue realizado por tres cuerpos del Primer Ejército Alemán del Grupo de Ejércitos G, y el 9 de enero, el XXXIX Panzer Corps fue fuertemente involucrado también en el combate. Para el 15 de enero, a menos diecisiete divisiones alemanas (incluyendo unidades de la bolsa de Colmar) de Grupo de Ejércitos G y Grupo de Ejércitos Alto Rin, incluyendo el sexta división SS de montaña, 17 SS Panzergrenadier, 21.ª Panzer y la 25.ª Panzergrenadier Divisiones estaban comprometidos en la lucha. Otro ataque más pequeño, se realizó contra de las posiciones francesas al sur de Estrasburgo, pero fue finalmente detenido.
El VI Cuerpo de Estados Unidos —que llevó la peor parte en los ataques alemanes— luchaba en tres frentes el 15 de enero. Con las bajas en aumento, corto de refuerzos, tanques, municiones y suministros, Eisenhower, temiendo la destrucción del séptimo ejército de los EE. UU., lanzó al combate divisiones ya maltrechas que habían sido relevadas de las Ardenas para reforzar el séptimo ejército. Su llegada se retrasó, y los estadounidenses se vieron obligados a retirarse a posiciones defensivas en la orilla sur del río Moder el 21 de enero. La ofensiva alemana, finalmente llegó a su fin el 25 de enero, el mismo día en que los refuerzos comenzaron a llegar desde las Ardenas. Estrasburgo se salvó pero la bolsa de Colmar era un peligro que tuvo que ser eliminado.

## Resultados
El VI Cuerpo sufrió 14 716 bajas. El número total de víctimas para el séptimo ejército de Estados Unidos en su conjunto aún no está claro, pero se estima que ascendió aproximadamente a 3000 muertos, 9000 heridos y 17 000 enfermos y heridos.
La operación Nordwind, aunque costosa para ambas partes, fue finalmente infructuosa, y el fracaso de la ofensiva permitió al Séptimo Ejército de Estados Unidos contener el empuje alemán hacia Estrasburgo. Los beneficios obtenidos por la ofensiva fueron eliminados por la posterior operación Undertone.
En febrero, con la asistencia del XXI Cuerpo de EE.UU., el primer ejército francés eliminó la bolsa de Colmar y despejó completamente la orilla oeste del río Rin de fuerzas alemanas al sur de Estrasburgo.